# Zange

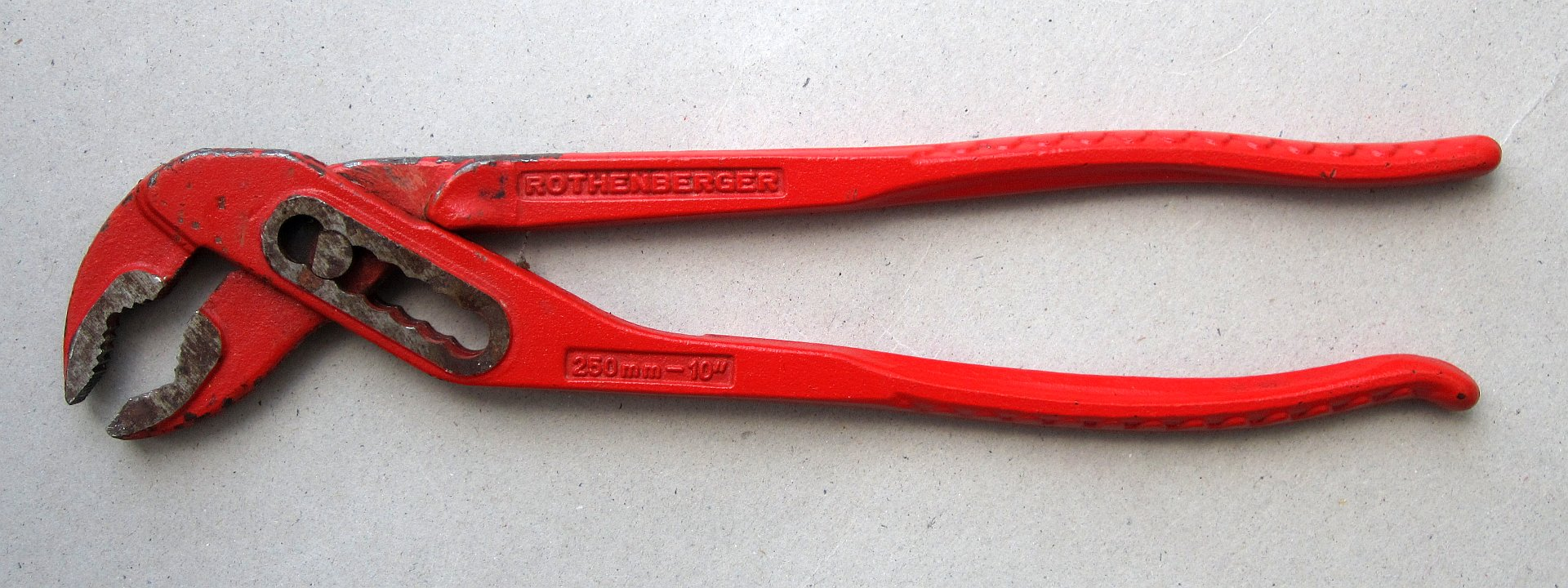
Wasserpumpenzange

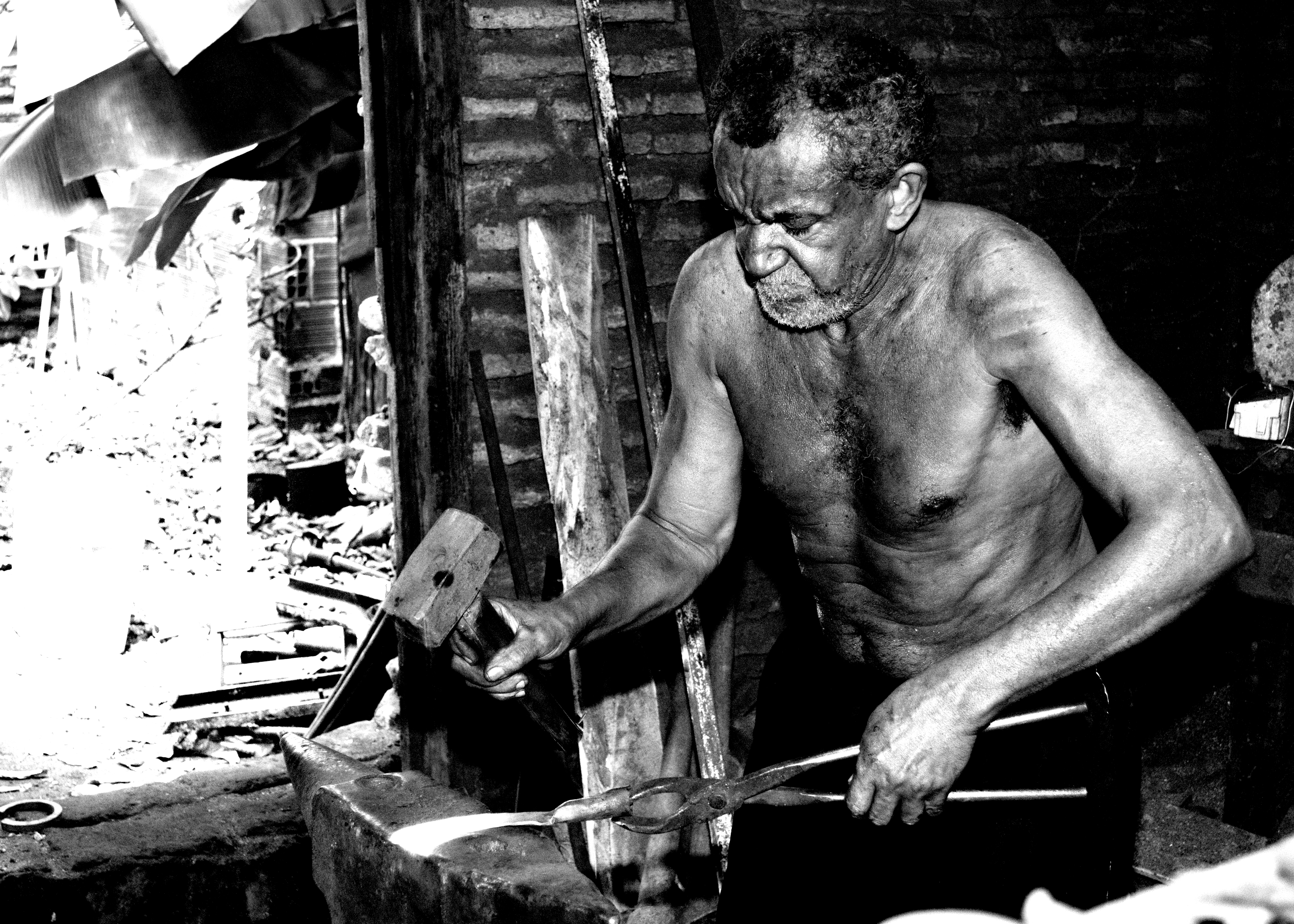
Ein Schmied benutzt eine Greifzange, hier Dornzange

Verwendung eines Elektro-Seitenschneiders

Eine Zange (von althochdeutsch zanga „Zange“, „Beißerin“; verwandt mit griechisch dáknein „beißen“) ist ein zweischenkliges Werkzeug, bei dem die Wirkstellen (Greifbacken, Schneiden usw.) gegenläufig auf das Werkstück fixierend bzw. bearbeitend einwirken. Im Unterschied zur Schere gleiten diese jedoch nicht aneinander vorbei.
Zangen werden in der Neuzeit aus  legierten und unlegierten Werkzeugstählen geschmiedet. Für einfache Zangen werden unlegierte Werkzeugstähle mit einem Kohlenstoffgehalt von 0,45 % verwendet. Höherwertige und stärker beanspruchte Zangen sind aus Materialien mit höherem Kohlenstoffgehalt und/oder Legierungselementen wie Chrom oder Vanadium hergestellt.
Zangen bestehen in der Regel aus drei Bereichen: Griffe, Gelenk, fachsprachlich als Gewerbe bezeichnet und Zangenkopf (mit den Wirkstellen). Solche Gelenkzangen funktionieren nach dem Hebelprinzip: Zwei zweiseitige Hebel sind miteinander durch ein Gelenk verbunden. In aller Regel bilden dabei die Griffe die längeren Hebelarme (= Kraftarm), die kürzeren Hebelarme (= Lastarm) bilden den Zangenkopf. Nach dem Hebelgesetz wird die auf die Griffe aufgebrachte Handkraft wegverkürzend umgewandelt und mittels des Zangenkopfes auf ein Werkstück übertragen. Die Kraft in den Backen, die beim Zusammendrücken der Schenkel eine greifartige Bewegung ausführen, vergrößert sich mit dem Übersetzungsverhältnis. Bei einer Zange, mit der große Kräfte erzeugt werden sollen, muss daher die Entfernung von der Mitte des Drehbolzen bis zum Griff groß und der Abstand von der Drehbolzenmitte bis zu den Greifbacken bzw. Schneiden möglichst klein sein.
Vom Grundtypus der Zange abweichend gibt es Sonderformen, die teilweise auch weite Verbreitung finden, wie etwa die auf dem Kniehebel-Prinzip beruhenden Gripzangen.

## Geschichte

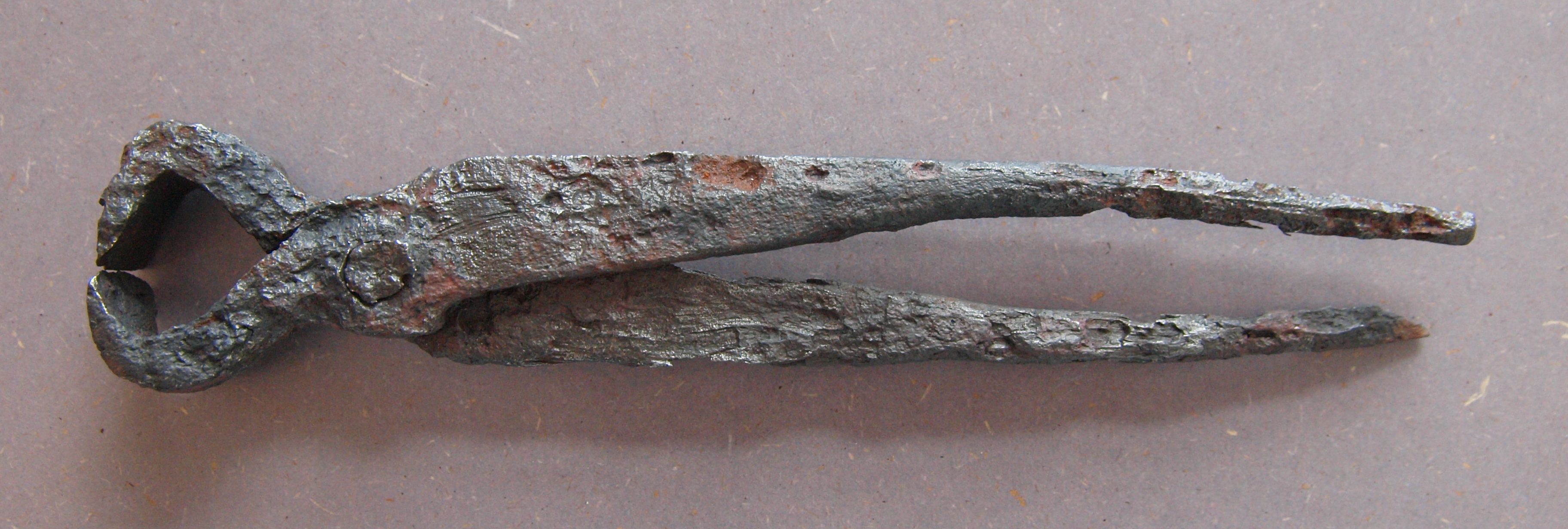
Kneifzange aus dem 15./16. Jahrhundert

Die ältesten Zangen dienten vermutlich dem Greifen und Bewegen von heißen Gegenständen (Kohlen, Tiegeln, Schmiedeteilen usw.) und waren, wie die älteste (ägyptische) Art von Zange, wohl nach dem Prinzip der Pinzette konstruiert. Gelenkzangen sind seit der griechischen Antike bekannt. Zu den frühesten bekannten Darstellungen zählen griechische Vasenmalereien, die Zangen als Attribut des griechischen Schmiede- und Feuergottes Hephaistos zeigen. Vom klassischen Werkzeughandel des 20. Jahrhunderts sind zahlreiche Formen für spezielle Anwendungen bekannt.
Die Ausdifferenzierung der Handwerkszweige, insbesondere aber die beschleunigte technische Entwicklung in der Neuzeit (Mechanisierung, Motorisierung, Ausbreitung der Elektrotechnik, Elektronik und Telekommunikation usw.) erforderte immer wieder neue Zangentypen. Zu den aktuelleren Entwicklungen gehören etwa Spezialzangen für die Verarbeitung von Lichtwellenleitern.

## Technische Merkmale

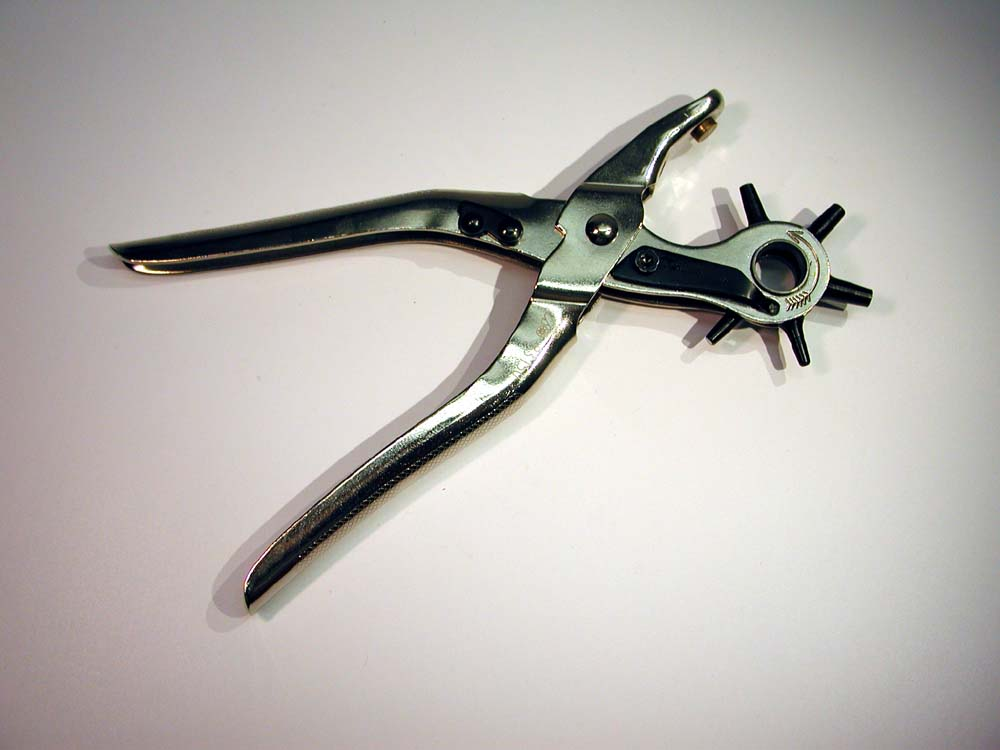
Lochzange

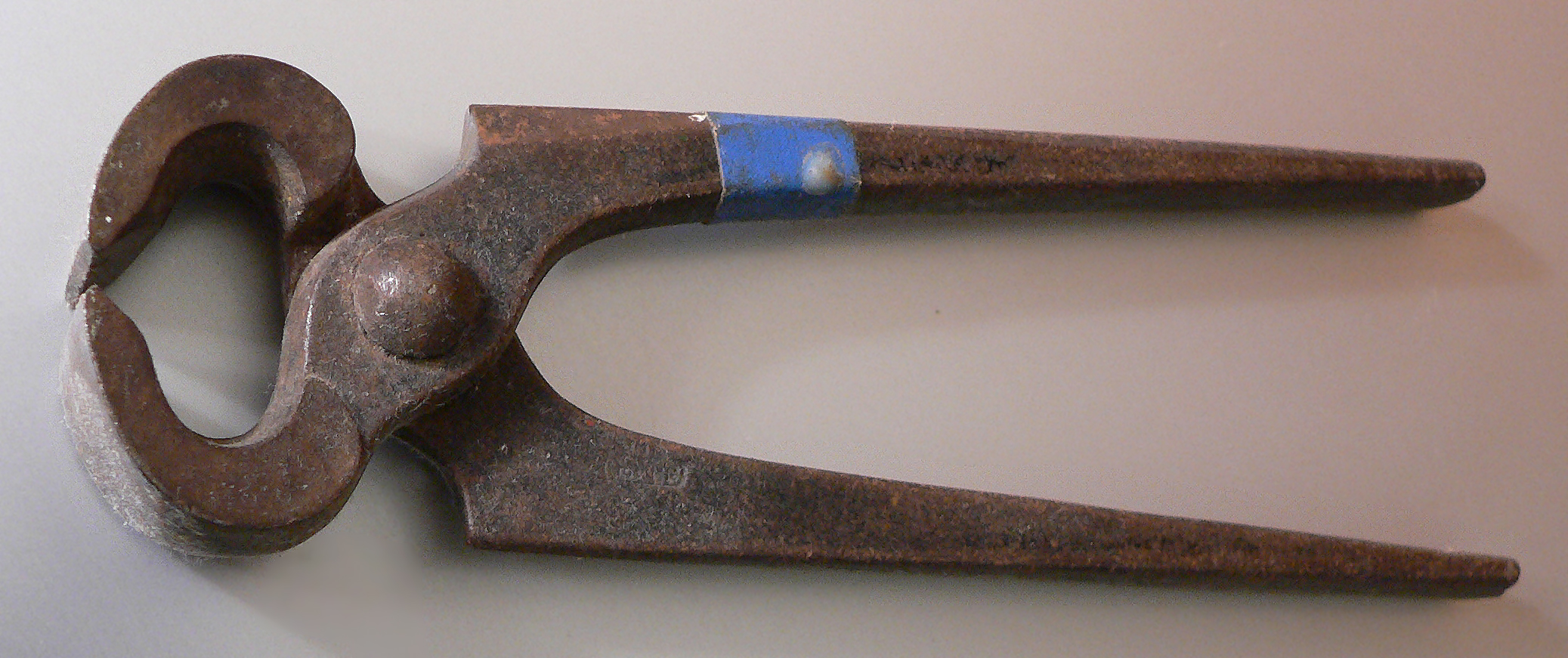
Breite Kneifzange (Beißzange)

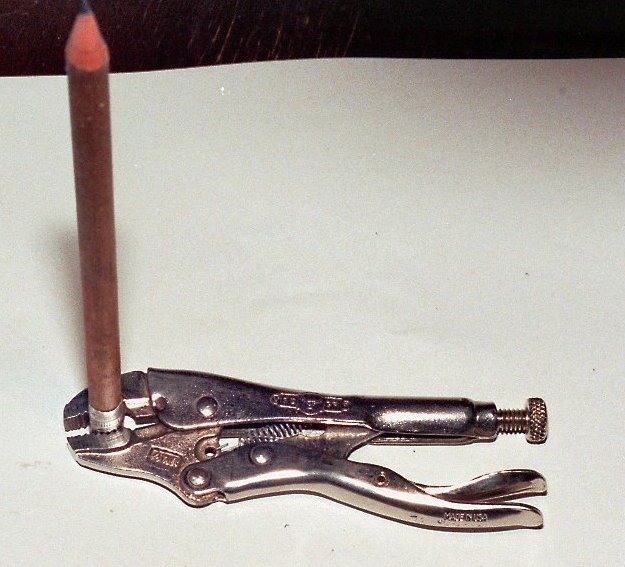
Kleine Gripzange, die einen Bleistift hält

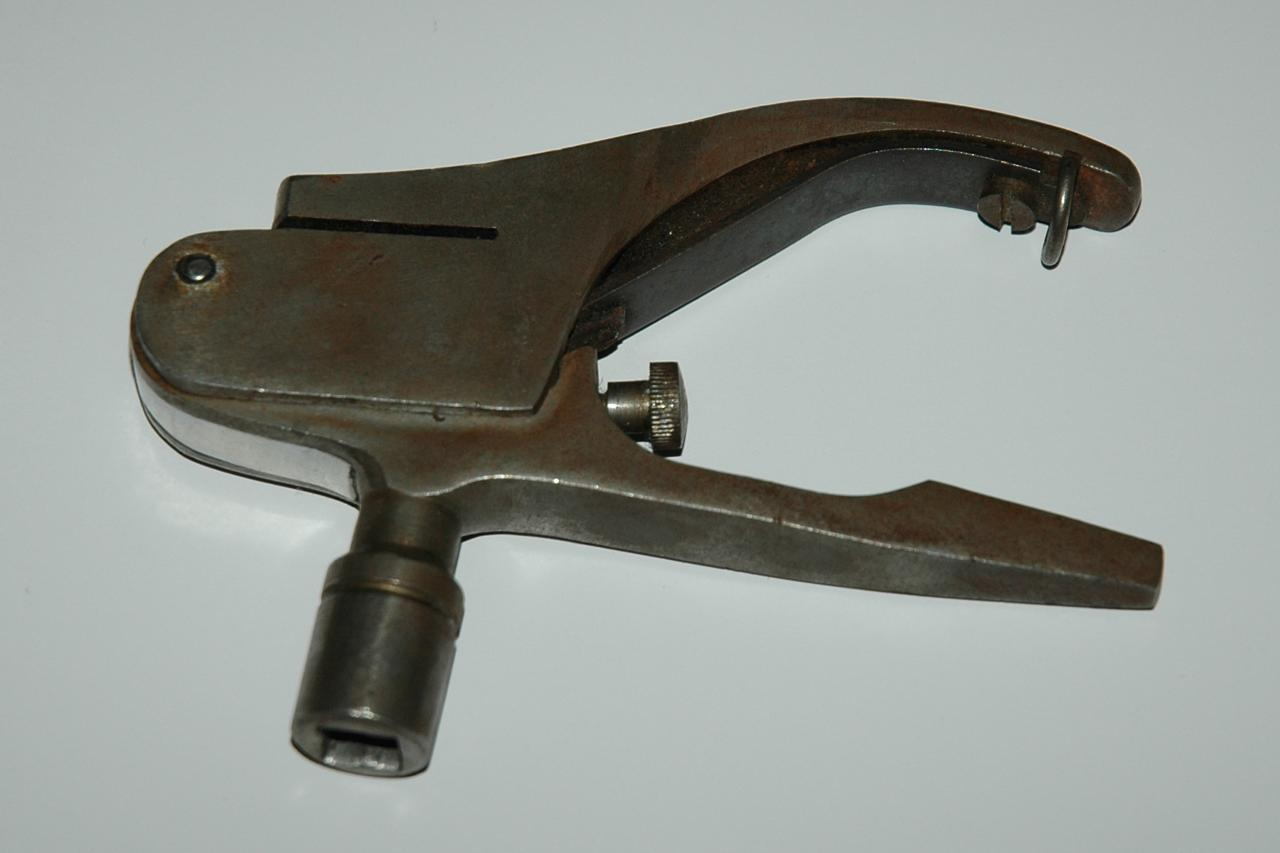
Schaffnerzange (Tschechoslowakische Staatsbahnen)

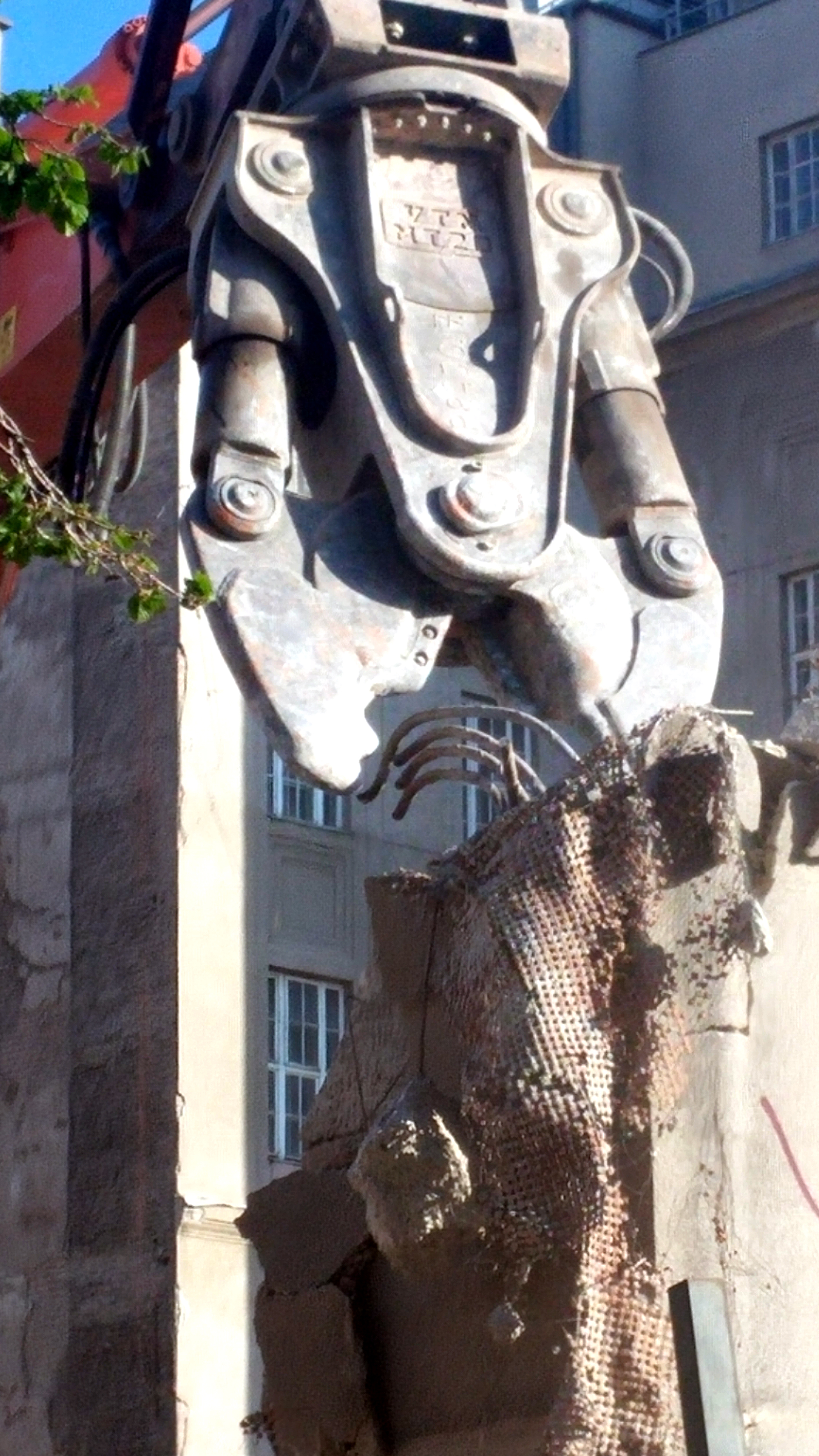
Abrisszange

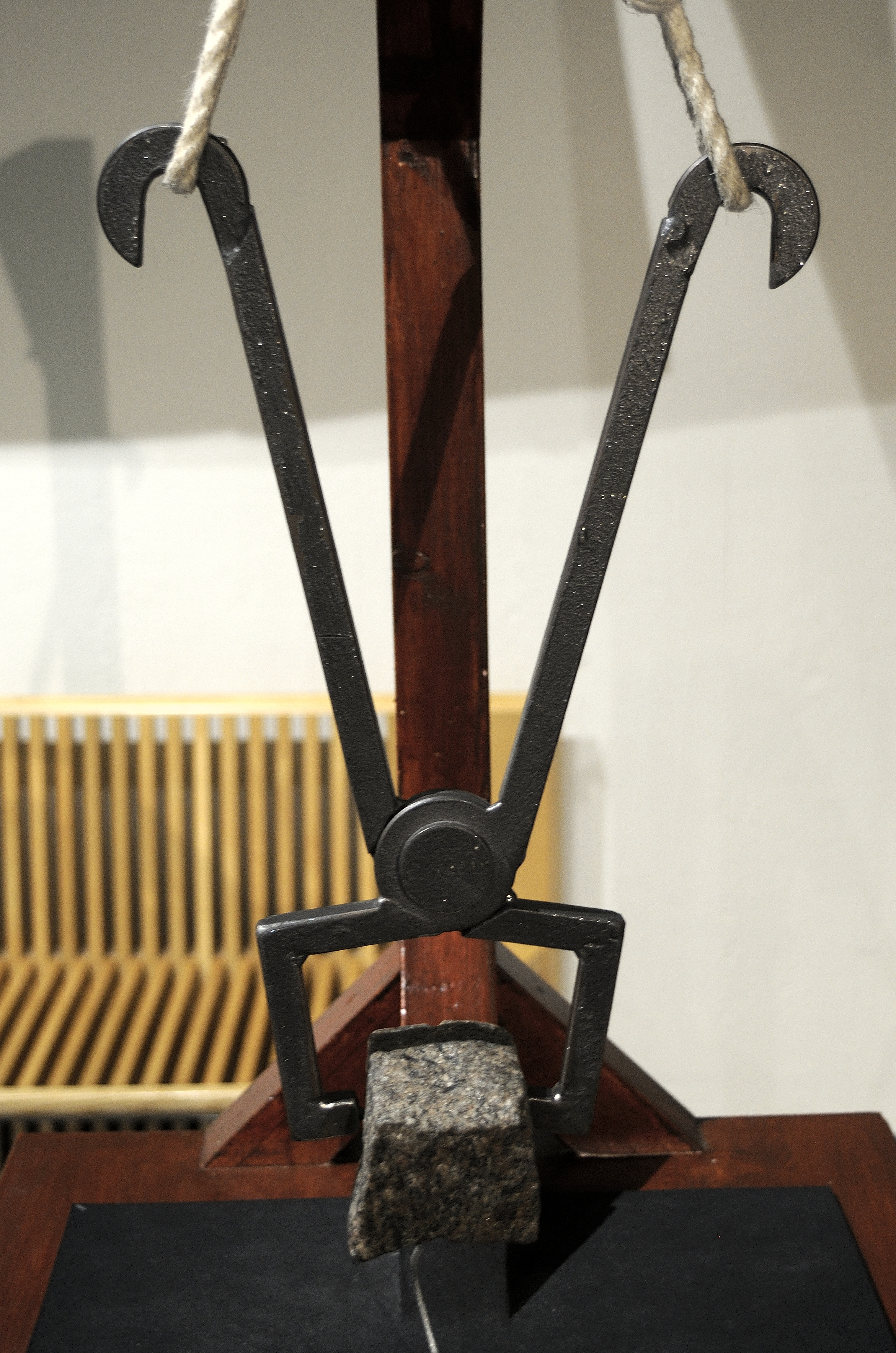
Steinzange zum Steintransport (Modell nach Leonardo da Vinci im Codex Madrid I)

Zangen sind im Gegensatz zu anderen Handwerkzeugen nicht auf eine spezielle Verrichtung hin ausgelegt (wie etwa Hämmer, Bohrer, Schraubenzieher, Sägen usw.) Ihre Vielfalt ist daher nahezu unbegrenzt.
Nach ISO 5743 sollen Zangen mit Schneiden an der Schneide eine Härte von mindestens 55 HRC aufweisen, an der greifenden Oberfläche des Zangenkopfes von mindestens 42 HRC. Darüber hinaus sollen sie mit der Marke des Herstellers oder der Bezeichnung des Lieferanten versehen sein.

### Einteilung nach Einsatzzweck
Grundtypen von Zangen sind:
- Zangen zum Verformen/Umformen, wie Crimpzange, Rundzange, Blindnietzange
- schneidende/trennende Zangen, wie Seitenschneider, Bolzenschneider, Lochzange, Abisolierzange, Kneifzange
- greifende/haltende Zangen wie die Sicherungsringzange, Rohrzange, Wasserpumpenzange, Gripzange, Luppenzange
- kombinierte Zangen, wie Kombizange

Multifunktionswerkzeuge haben oft eine Zange als zentrales Element.

### Zangengelenke
Je nach Anwendung und Qualität der Zange wird hier zwischen mehreren Bauformen unterschieden:
- dem aufgelegten Gewerbe, der Grundform des Zangengelenks, bei dem die Zangenschenkel einfach nur übereinander gelegt und mit dem Gelenkbolzen verbunden werden und
- dem durchgesteckten Gewerbe, bei dem ein Schenkel der Zange durch eine Öffnung im anderen Schenkel hindurchgeführt ist.
- Bei einigen gelenklose Zangen (z. B. Grillzange) sind deren Schenkel in einem Punkt elastisch miteinander verbunden, so dass sie zum Greifen zusammengedrückt werden müssen.

Durchgesteckte Gewerbe sind schwer herstellbar, jedoch ist die Führung im Gelenk auch dann noch gegeben, wenn der Gelenkbolzen durch Verschleiß ein höheres Spiel aufweist. Durchgesteckte Gewerbe werden daher zumeist für feinmechanische Präzisionszangen, insbesondere Seitenschneider, aber auch z. B. für Wasserpumpenzangen und andere verstellbare Zangen eingesetzt.

### Griffe
Es gibt zahlreiche Griffarten, mit denen Zangen ausgestattet sind:
- Unbeschichtete, glatte Griffe sind kostengünstig und eignen besonders für regelmäßige Reinigung und Desinfektion sowie in  Umgebungen wo das Griffmaterial die Hitze nicht überstehen würde (Schmiede, Glasherstellung)
- Unbeschichtete Griffe mit Oberflächenstruktur erleichtern das Festhalten
- Kunststoffbeschichtete Griffe sind kostengünstig und vergrößern den Griff der Zange nur in geringem Maße, verbessern aber im Vergleich zu unbeschichteten Oberflächen die Greifsicherheit
- Mehrkomponentengriffe bestehen aus Kunststoffen mit unterschiedlichen Elastizitäten, um ergonomisch und auf Dauer mit der Zange zu arbeiten oder um stoßartige Belastungen zu reduzieren. Diese Griffe können eingefärbt werden, beispielsweise als Markenzeichen des Herstellers oder um bestimmte Eigenschaften visuell darzustellen.
- Einkomponentengriffe sind etwas einfachere Ausführungen der Mehrkomponentengriffe
- ESD-Griffe sind in der Elektronik gebräuchlich, wenn elektrostatische Aufladung das Produkt beschädigen kann. Der Griff hat dazu eine sehr geringe Leitfähigkeit, um statische Aufladungen abfließen zu lassen.
- VDE-Griffe sind bis zu einem vorgegebenen Spannungsniveau isoliert, so dass beim Berühren gefährlicher Leitungen (Phase) kein merklicher Strom fließt. Teilweise ist auch der Zangenkopf isoliert, um Kurzschlüsse durch Berührung stromführender Teile zu vermeiden.

Ösen an Griffen werden zur Absturzsicherung verwendet, beispielsweise bei Arbeiten in großen Höhen.

## Zangen für handwerkliche Arbeiten
Zu den am meisten verwendeten Zangentypen gehören:
- Elektronikzange – kleinere Ausführungen verschiedener Zangen für feine Arbeiten, häufig Kombi- und Spitzzange sowie Seitenschneider
- Flachzange – eine Greif- und Haltezange für Bleche und andere flache Objekte
- Greifhilfe, Greifzange, – als verlängerter Arm zum Greifen von Gegenständen auf dem Boden, ohne sich tief zu bücken
- Gripzange – eine verstellbarer Greif- und Haltezange, zum Klemmen und selbsttätigen Festhalten von Gegenständen
- Kneifzange – vornehmlich zum Greifen von Nagelköpfen und Herausziehen des Nagels durch Abrollen der Zange über deren ausgerundete Backen
- Kombinationszange, Kombizange – die Backen besitzen neben dem flachen auch einen quer konkaven Bereich zum Greifen von Rundmaterial; häufig zusätzlich mit seitlichen Schneiden ausgerüstet
- Monierzange (Rabitz-, Flechter-, Rödelzange) – zum Verdrillen von Draht, etwa zum Verbinden von Bewehrungseisen im Stahlbetonbau, meist als verlängerte Kneifzange ausgebildet, um den Draht im Anschluss gleich durchtrennen zu können; für feinere Drähte gibt es die Drahtzwirbelzange
- Rohrzange – schwere Greifzange zum Halten und kraftvollen Drehen von (Gewinde-)Rohren; im Gegensatz zur leichteren Wasserpumpenzange meist stufenlos verstellbar
- Rundzange (auch Schmuckbiegezange) – ähnlich wie die Spitzzange mit runden Backen zum Formen von Drahtösen und zylindrischen Blechstreifen
- Schmiedezange[7] – verlängerte Greif- oder Kneifzange zum Halten von heißen Metallteilen im Schmiedefeuer und am Amboss
- Sicherungsringzange – zum Einsetzen und Entnehmen von Sicherungsringen
- Spitzzange (auch Flachrundzange) – gerade und gekröpft, auch als Storchschnabelzange bezeichnet; eine Flachzange mit verlängerten und vorn schmaler werdenden Backen, die meist rückseitig gerundet sind; oft zum Greifen von Draht und elektronischen Bauteilen verwendet
- Wasserpumpenzange – technische Bezeichnung für die wohl am häufigsten eingesetzte Zange mit einem weiten Verstellbereich; zum Greifen von Objekten, die für die Kombizange zu groß sind, sowie bei leichteren Arbeiten als Ersatz für die schwere Rohrzange

### Zangen zum Durchtrennen von Werkstoffen
- Abisolierzange – verschiedene Bauformen, die jeweils die äußere Kabelisolierung einschneiden, um sie dann abziehen zu können
- Bolzenschneider – eine schwere, meist übersetzte Zange zum Durchtrennen von Metallteilen bis ca. 20 mm Durchmesser
- Drahtschneider – Seitenschneider mit längs zur Schneide gewinkelten oder gerundeten Schneiden, um Stahlseil beim Durchtrennen zu fixieren
- Kabelschneider – Seitenschneider mit längs zur Schneide gewinkelten oder gerundeten Schneiden, um weiches Rundmaterial beim Durchtrennen zu fixieren
- Lochzange – zum Stanzen von Löchern in weichem Material wie Leder, Textilien und Pappe
- Mittenschneider – eine kleinere, handlichere Form des Bolzenschneiders, mit oder ohne Hebelübersetzung
- Rohrschneidezange – besitzt meist eine einzelne Klinge, die mit oder ohne zusätzliche Übersetzung (und Ratschenmechanik) durch Kunststoffrohr schneidet, das von der anderen, abgewinkelten und breiteren Backe positioniert wird
- Seitenschneider – zum Durchtrennen von Draht und weichem Flachmaterial
- Vornschneider – ähnlich einer Kneifzange mit besserer Hebelübersetzung; einsetzbar wie ein Seitenschneider mit quer zur Längsachse liegenden Schneiden

### Spezielle Zangen
- Biegezange – zum Biegen von Rohren und Metallprofilen
- Drahtzwirbelzange, Rödelzange – zum Verdrillen von feinen Drähten, etwa zur Schraubensicherung oder Plombierung
- Kernfangzange – zum Entfernen des im Bohrloch verbliebenen Bohrkerns bei Kernbohrungen
- Kolbenringzange – zum Anlegen der nach außen spreizenden Kolbenringe, um den Kolben in den Zylinder einzuführen
- Papageienzange – zum Bearbeiten von Keramikfliesen
- Auswuchtgewichtezange[8] (Auswuchtzange, Gewichtezange) – zum Anklemmen von Ausgleichsgewichten an Radfelgen
- Schaffnerzange – zum Stanzen und Markieren von Papier
- Z-Zange (Abkröpfzange) – zum Herstellen von Z-Falzungen für kleine Servolenkungen und Fahrradspeichen
- hydraulische Zangen
  - Hydraulischer Rettungssatz – zum Befreien von verklemmten und verschütteten Personen
  - Abbruch- oder Abrisszange – zum Zerteilen von Stahlbeton-Bauteilen
- Hafenzange – zum Heben von Tiegeln in der Glasproduktion

## Medizinische Zangen

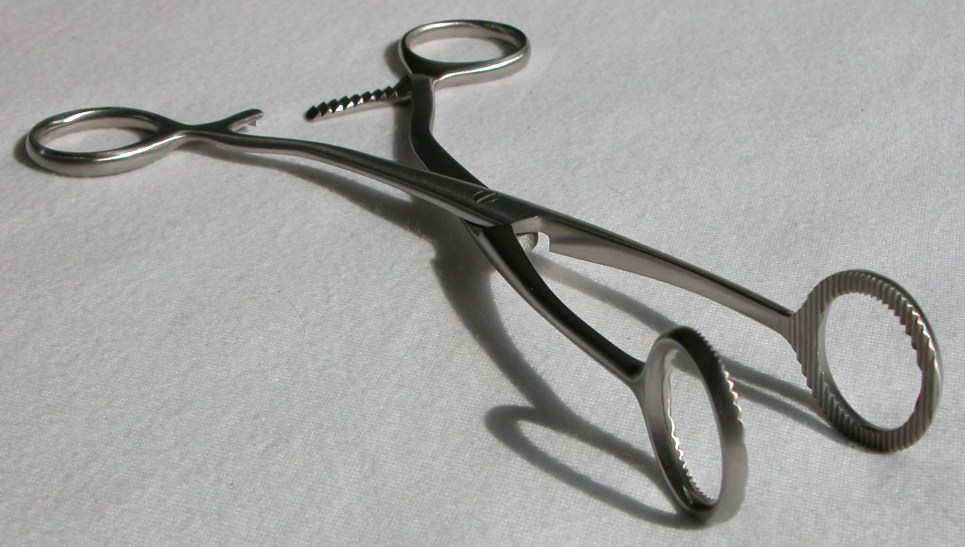
Zungenzange Collin

Eine besondere Gattung sind Zangen für medizinische Zwecke. Auch sie gibt es in großer Formenvielfalt. Sie sind in aller Regel aus korrosionsarmem Stahl gefertigt (zur Verminderung von Korrosion bei der Sterilisation). Ein Beispiel hierfür ist die Tupferzange. Die Hauptfunktion der abgewinkelten Magill-Zange ist die Entfernung von Fremdkörpern aus dem Mund- und Rachenraum. Des Weiteren gibt es in der zahnärztlichen Chirurgie so genannte Extraktionszangen, die in ihrer heutigen Form auf John Tomes (1815–1895) zurückgehen. Für die verschiedenen Lagen, Typen und Größe der Zähne gibt es unterschiedliche Zangen. In der Geburtshilfe dienen Geburtszangen zum Herausziehen des am Kopf gefassten Kindes bei vaginaler Entbindung. Arterienzangen werden zur Blutstillung verwendet.

## Zangen für den Haushalt
Zangen der Haushaltung findet man vor allem bei den Küchenwerkzeugen, den Essbestecken und den Servicebestecken. Beispiele für solche Zangen sind:
- Eiszange
- Gebäckzange
- Grillzange
- Hummerzange
- Schneckenzange
- Spaghettizange
- Spargelhalter, -zange
- Teezange
- Zuckerzange

Zangenähnliche Geräte sind bestimmte Formen des Nussknackers und des Tee-Ei-Löffels.

### ISO-Normen zu Zangen für Handwerk und Industrie
- ISO 5745, Pliers and nippers – Pliers for gripping and manipulating – Dimensions and test values
- ISO 5746, Pliers and nippers – Engineer's and lineman's pliers – Dimensions and test values
- ISO 5747, Pliers and nippers – Lever assisted side cutting pliers, end and diagonal cutting nippers – Dimensions and test values
- ISO 5748, Pliers and nippers – End cutting nippers – Dimensions and test values
- ISO 5749, Pliers and nippers – Diagonal cutting nippers – Dimensions and test values
- ISO 6508-1, Metallic materials – Rockwell hardness test – Part 1: Test method (scales A, B, C, D, E, F, G, H, K, N, T)
- ISO 8976, Pliers and nippers – Multiple slip joint pliers – Dimensions and test values
- ISO 9242, Pliers and nippers – Construction worker's pincers – Dimensions and test values
- ISO 9243, Pliers and nippers – Carpenter's pincers – Dimensions and test values
- ISO 9343, Pliers and nippers – Slip joint pliers – Dimensions and test values